# Colby Cave
Colby Alexander Cave (* 26. Dezember 1994 in North Battleford, Saskatchewan; † 11. April 2020 in Toronto, Ontario) war ein kanadischer Eishockeyspieler, der zwischen 2011 und 2020 unter anderem 67 Spiele für die Boston Bruins und Edmonton Oilers in der National Hockey League (NHL) auf der Position des Centers bestritt. Den Großteil seiner Karriere verbrachte Cave jedoch in der American Hockey League (AHL), wo er über 300 Partien für die Providence Bruins und Bakersfield Condors absolvierte.

## Karriere
Cave verbrachte seine Juniorenzeit zunächst bis zum Frühjahr 2011 bei verschiedenen Teams aus der Region seiner Geburtsstadt North Battleford in der Provinz Saskatchewan. Unter anderem war er für die Battlefords North Stars in der Saskatchewan Junior Hockey League (SJHL) aktiv. Zur Saison 2011/12 wurde er von den Swift Current Broncos aus der Western Hockey League (WHL) verpflichtet. Für diese hatte der Mittelstürmer bereits im Vorjahr ein Spiel absolviert, nachdem seine Transferrechte im Januar 2011 von den Kootenay Ice zu den Broncos transferiert worden waren. Die Ice hatte diese Rechte bereits im Rahmen des WHL Bantam Draft 2009 erworben. Schon in seiner Rookiespielzeit gehörte Cave fest zum Kader und erreichte in 70 Einsätzen 15 Scorerpunkte. Diese Ausbeute konnte er in den folgenden drei Jahren von 41 über 70 auf schließlich 75 Punkte in seinem vierten und letzten WHL-Jahr steigern. In seinen letzten beiden Spielzeiten fungierte er als Mannschaftskapitän des Teams.
Nachdem Cave im NHL Entry Draft 2014 von den Franchises der National Hockey League (NHL) unberücksichtigt geblieben war, erhielt er im April 2015 dennoch als ungedrafteter Free Agent ein Vertragsangebot der Boston Bruins aus der NHL. Für deren Farmteam, die Providence Bruins, aus der American Hockey League (AHL) debütierte der Angreifer noch zum Ende der Saison 2014/15 im Profibereich. Mit Beginn des Spieljahres 2015/16 gehörte Cave fest zum Aufgebot der Bruins in der AHL und war ab der folgenden Spielzeit als einer der Assistenzkapitäne tätig. Im Dezember 2017 debütierte der Angreifer schließlich für die Boston Bruins in der NHL, zwei weitere Einsätze folgten im April 2018. Anschließend stand der Kanadier wieder im Aufgebot von Providence, ehe es ihm ab November 2018 gelang einen Stammplatz im NHL-Kader Bostons zu erhalten. Bei dem Versuch ihn im Januar 2019 über den sogenannten Waiver wieder zurück in die AHL zu schicken, wurde er von den Edmonton Oilers ausgewählt, die damit seinen Vertrag übernahmen. Bei den Oilers bestritt Cave im restlichen Saisonverlauf 33 Partien. Den Großteil der Spielzeit 2019/20 verbrachte er jedoch wieder in der AHL bei deren Farmteam Bakersfield Condors, sodass 44 Einsätzen für Bakersfield elf Einsätze im Trikot der Oilers gegenüber standen. 
Am 7. April 2020 musste der Kanadier sich infolge einer über Nacht erlittenen Hirnblutung einer Notoperation unterziehen, bei der eine Kolloidzyste entfernt wurde. In der Folge wurde Cave in ein künstliches Koma versetzt, aus dem er nicht mehr erwachte. Er starb vier Tage später am 11. April 2020 in Toronto im Alter von 25 Jahren.

## Karrierestatistik
(Legende zur Spielerstatistik: Sp oder GP = absolvierte Spiele; T oder G = erzielte Tore; V oder A = erzielte Assists; Pkt oder Pts = erzielte Scorerpunkte; SM oder PIM = erhaltene Strafminuten; +/− = Plus/Minus-Bilanz; PP = erzielte Überzahltore; SH = erzielte Unterzahltore; GW = erzielte Siegtore; 1 Play-downs/Relegation; Kursiv: Statistik nicht vollständig)